# ヴィリュイスク (小惑星)
ヴィリュイスク (2890 Vilyujsk) は小惑星帯の小惑星である。ソ連（ロシア）の天文学者リュドミーラ・ジュラヴリョーワがクリミア天体物理天文台で発見した。
ロシア連邦サハ共和国のヴィリュイスク (Вилюйск) に因んで命名された。